# Gay Island
Gay Island – niezamieszkana wyspa w Zatoce Frobishera, w Archipelagu Arktycznym, w regionie Qikiqtaaluk, na terytorium Nunavut, w Kanadzie. W pobliżu Gay Island położone są wyspy: Brook Island, Brigus Island, Falk Island, Peak Island i Smith Island.